# Yponomeuta millepunctatella
Yponomeuta millepunctatella is een vlinder uit de familie van de stippelmotten (Yponomeutidae). De wetenschappelijke naam van de soort werd in 1888 gepubliceerd door William Warren.